# Triple-Alliance (1788)
Pour les articles homonymes, voir Triple alliance.

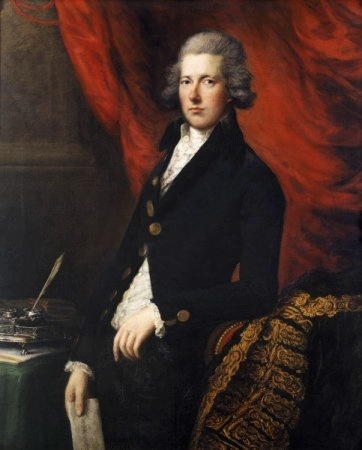
Portrait de William Pitt le Jeune datant de 1787.

La Triple-Alliance était une alliance militaire créée en 1788 entre la Grande-Bretagne, la Prusse et les Provinces-Unies. La Grande-Bretagne voyait cette alliance nécessaire pour maintenir un équilibre des pouvoirs alors que la Prusse espérait une expansion de son territoire.
L'alliance était principalement pour lutter contre l'Empire russe, renforcé par sa victoire sur l'Empire ottoman au cours de la Guerre russo-turque de 1787-1792. En raison des efforts déployés par la diplomatie russe, notamment en favorisant les contestations parlementaires en Grande-Bretagne, où les principaux défenseurs d'une action contre la Russie, notamment le Premier ministre William Pitt le Jeune, ont perdu peu à peu leurs soutiens, et ce qui conduit à l'effondrement de l'alliance avant une quelconque opération militaire en Russie. La destruction de la Triple Alliance est considérée comme un succès majeur de la diplomatie russe.